# Wendy Fitzwilliam
Wendy Fitzwilliam (nacida el 4 de octubre de 1972 en Diego Martín) es una abogada, escritora, presentadora de televisión, modelo y reina de belleza trinitense. Es una ex Miss Trinidad y Tobago, la tercera mujer de raza negra en obtener la corona Miss Universo siendo la segunda en la historia de Trinidad y Tobago.

## Primeros años
Fitzwilliam nació de Juditha y Noel Fitzwilliam, una de sus dos hijas. Ella creció en los jardines de Jade Diamante Vale, Diego Martín y asistió a Diego Martín Chicas RC antes de asistir a San Convento en Puerto España. Se graduó en 1996 de la Universidad de las Indias Occidentales con una Licenciatura en Derecho y luego de Hugh Wooding Law School. Fue admitida a la barra en mayo de 2000.

## Miss Universo
Wendy modelaba para diseñadores de moda locales Meiling en su adolescencia y temprana. A los 25 años, participó en el concurso de Miss Universo 1998 celebrado en el Centro Stan Sheriff en Honolulu, Hawái. Venció a las dificultades internas de los semifinalistas: Rusia, Irlanda, Sudáfrica, India, Brasil, Colombia, EE. UU., Puerto Rico y la eventual primera finalista Veruska Ramírez de Venezuela, que resultaría ser su principal competidora.
Fitzwilliam con la presentación perfecta y un vestido de noche que le valió el favor de los jueces y la convirtió en la favorita para capturar la corona de la noche. Sin embargo, una vez que los últimos 3 se dieron a conocer, su respuesta definitiva  llevó a la gente al suspenso, ya que no había un punto muerto entre ella y Ramírez de Venezuela, que había ganado el concurso del traje de baño con el puntaje más alto jamás visto en el momento y le dio una respuesta directa. Debido a que había ocho miembros del panel de jueces y no hay manera de romper un empate final, la decisión que prometía ser para morderse las uñas.
Al final, Fitzwilliam prevaleció y se convirtió en la primera concursante en ganar en bikini en el concurso de traje de baño, negándole a Ramírez el título también. Su victoria llegó 21 años después de otra de Trinitense, Janelle Commissiong, que también pasó a ser la primera Miss Universo de origen africano, ganando en 1977 la corona para su país por primera vez. Fitzwilliam es, por tanto, la titular de la segunda Trinidad y Tobago, y la tercera parte de la herencia africana, después de Commissiong y la birracial Chelsi Smith de los EE. UU.
Durante su reinado, fue galardonada por las Naciones Unidas y recibió el título de Embajadora de Buena Voluntad del ONUSIDA y UNFPA por su trabajo contra el VIH / sida y la sensibilización.
Su dedicación a la epidemia del VIH / sida causa también la llevó a fundar la Fundación Hibiscus (THF) en Trinidad y Tobago el 6 de septiembre de 1998. Esta organización se creó para aumentar la concienciación sobre el sida en Trinidad y Tobago y para dar asistencia financiera y de otro, a los hogares de los niños en Trinidad.
Ella era la portavoz internacional de Clear Care Piel Esencia e hizo varias apariciones en televisión notables que tienen segmentos organizada de "Wild On..." para E! Entertainment Television y el Miss Universo Especial para la misma red.
Hizo apariciones en "Live with Regis and Kathy Lee", "The Magic Hour", "Políticamente incorrecto", "The O'Reilly Factor", de CNN "Talk Back Live", de Trinidad y Tobago Carnaval "de BET," El Johnny Mostrar Cockran "en Court TV, Soca finales del monarca para TV sinergia con Danny Glover y Chris Tucker, entre otros.

## Después de Miss Universo
Después de su reinado, ella grabó un demo de jazz y continuó su educación. En 2000, fue admitida en el bar.
Wendy también ha actuado como una jueza y un anfitrióna de muchos concursos regionales e internacionales, como Miss Guyana, Miss Trinidad y Tobago, y Miss Universo.
Actualmente es la vicepresidenta de Promoción de la Inversión en la evolución Tecnología y Desarrollo de la Empresa Sociedad Anónima (E Teck), una empresa propiedad del Estado en Trinidad y Tobago. Ella también se une a The Guardian The Guardian de Trinidad en la educación: Hacer un proyecto de diferencia, una serie de giras de estudios motivacionales, que también incluye al excampeón del mundo velocista Ato Boldon y el ciclista Michael Phillips, con el objetivo de promover el desarrollo de la diversidad del país.
Su dedicación al trabajo no se limita sólo a su carrera, a lo largo de los años ella se ha prestado en gran medida a su pasión por el desarrollo humano y social por la defensa de diversas causas benéficas, tanto grandes como pequeñas.
Un punto culminante de su obra social llegó cuando se convirtió en la embajadora designada de la Cruz Roja de la Juventud para el Caribe. Esta es la primera vez que la Cruz Roja ha nombrado a alguien para este cargo honorífico. 
En esta capacidad, ha tenido la oportunidad de dirigirse a los jóvenes del mundo a nivel mundial, más recientemente, como la oradora principal de la Cumbre de las Américas V en Puerto España, Trinidad y Tobago.

## Vida personal
Wendy dio a luz a su hijo, Andrew Ailan Panton en junio de 2006, y separándose de su esposo, David Panton, en 2008. En la actualidad reside en su natal Trinidad y Tobago con su hijo de 18 años, quien se convirtió en musa de su primer libro, "Cartas a Ailan", una oda a él y sobre su experiencia como madre. Ella alcanzó un gran éxito con su libro y ha puesto en marcha "Wendy Fitzwilliam Mostrar" en la Latido 103.5fm (Trinidad), que se transmite los domingos a las 10-11am.